# Daniel Zimmer

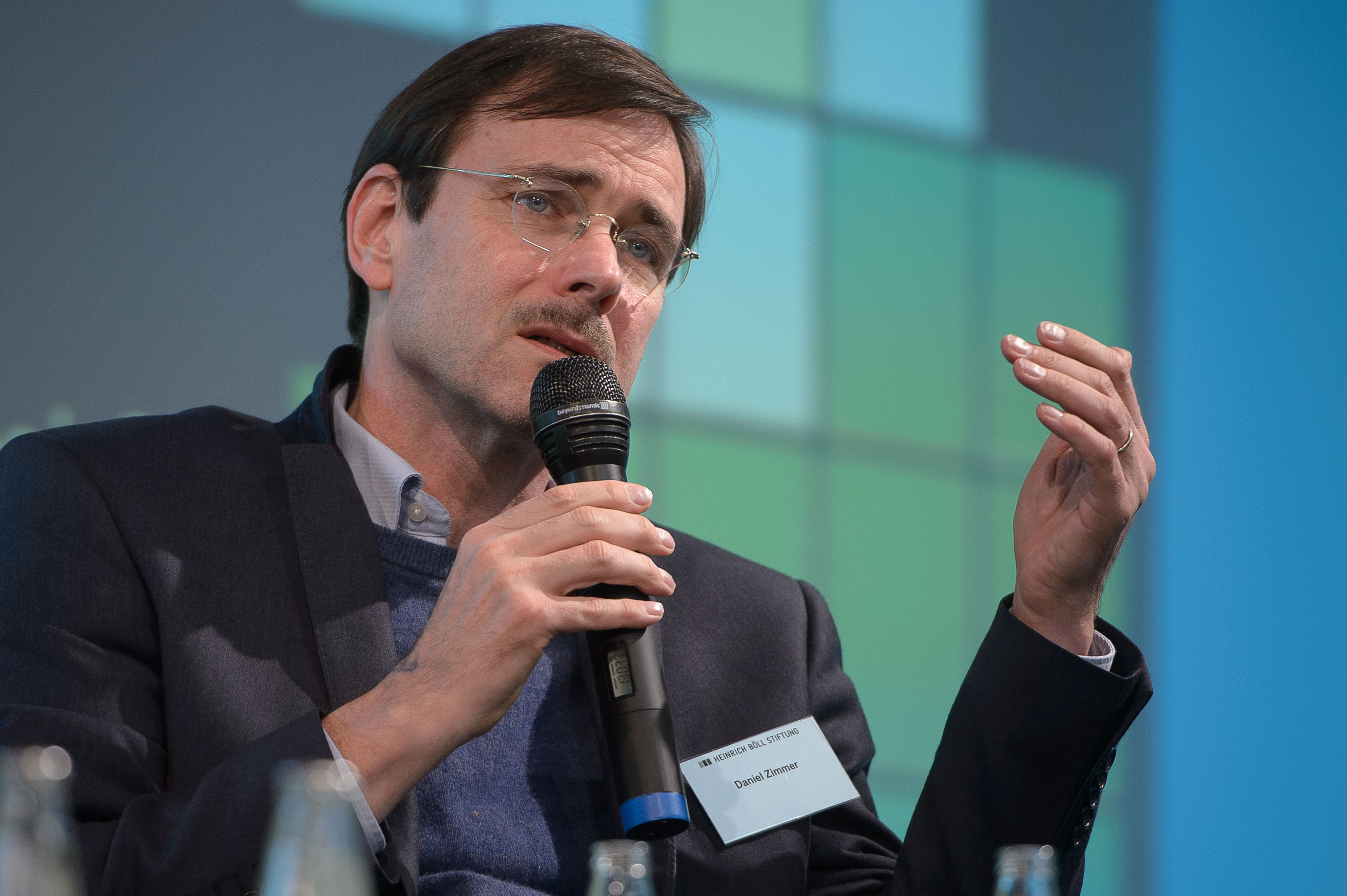
Daniel Zimmer, 2015

Daniel Zimmer (* 9. Dezember 1959 in Luxemburg) ist ein deutscher Rechtswissenschaftler und geschäftsführender Direktor des Center for Advanced Studies in Law and Economics (CASTLE) der Universität Bonn. Von 2008 bis 2016 war er Mitglied der Monopolkommission, zwischen 2012 und 2016 deren Vorsitzender. Im März 2016 trat er von diesem Posten aus Protest gegen die von Bundeswirtschaftsminister Sigmar Gabriel entgegen einer Untersagung des Bundeskartellamts und der einstimmigen Ablehnungsempfehlung der Wettbewerbskommission erteilte Ministererlaubnis zur Übernahme von Kaiser’s Tengelmann durch Edeka zurück.

## Werdegang
Zimmer studierte von 1979 bis 1984 Rechtswissenschaften in Mainz, Lausanne und Göttingen. Im Jahr 1988/89 folgte ein Studium der Rechtswissenschaft an der University of California at Los Angeles (UCLA), das mit dem Master of Laws abschloss. 1991 wurde er über Zulässigkeit und Grenzen schiedsgerichtlicher Entscheidung von Kartellrechtsstreitigkeiten – Eine rechtsvergleichende Untersuchung auf der Grundlage US-amerikanischen und deutschen Rechts an der Universität Göttingen bei Ulrich Immenga zum Dr. iur. promoviert. 1996 habilitierte er sich an der Universität Göttingen mit der Habilitationsschrift Internationales Gesellschaftsrecht – Das Kollisionsrecht der Gesellschaften und sein Verhältnis zum Internationalen Kapitalmarktrecht und zum Internationalen Unternehmensrecht. Im selben Jahr wurde er zum Universitätsprofessor an die Ruhr-Universität Bochum berufen. Seit 2001 ist er Professor an der Universität Bonn.

## Forschungsschwerpunkte und Positionen
Zimmers Forschungsschwerpunkte liegen im internationalen Kapitalmarktrecht, im Internationalen Unternehmensrecht und im Wettbewerbsrecht. Gemeinsam mit dem Wettbewerbsökonom Ulrich Schwalbe verfasste er das Buch „Kartellrecht und Ökonomie“, in welchem die Autoren die praktische Integration moderner ökonomischer Denkansätze und Methoden in die Fusionskontrolle beschreiben. In seinem 2013 veröffentlichten Sachbuch „Weniger Politik!: Plädoyer für eine freiheitsorientierte Konzeption von Staat und Recht“ appelliert er für eine freiheitliche Wirtschafts- und Gesellschaftspolitik. Das Buch wurde 2013 mit dem Deutschen Wirtschaftsbuchpreis ausgezeichnet. In neuerer Zeit hat Zimmer sich schwerpunktmäßig mit Rechtsfragen der Digitalisierung befasst.
Als Vorsitzender der Monopolkommission vertrat Zimmer in der Wettbewerbspolitik eine differenzierte Sichtweise und fordert, dort durch Regulierung in den Markt einzugreifen, wo der Wettbewerb nicht alleine im Stande ist die besondere Macht einzelner Unternehmen zu kontrollieren. Er lehnt Staatsmonopole dezidiert ab. Er äußert sich öffentlich zu diversen Fragen der Wettbewerbspolitik und gilt insbesondere als Experte für Finanzmärkte und Energiepolitik. So setzte er sich 2013 dafür ein, die pauschale Förderung erneuerbarer Energien nach dem EEG mittels Einspeisetarifen „zielgerichteter und kostengünstiger“ durch ein Quotenmodell nach schwedischem Vorbild abzulösen. 2014 äußerte er sich unter anderem zu Internetmärkten und zur Marktmacht großer Suchmaschinenbetreiber, die seiner Ansicht nach eine Regulierung erfordern könnte.
Zudem beschäftigte Zimmer sich mit dem Wettbewerb im Lebensmitteleinzelhandel und verantwortete als Vorsitzender der Monopolkommission das Sondergutachten gemäß § 42 Abs. 4 GWB, in dem die Monopolkommission dem Bundeswirtschaftsminister einstimmig empfahl, keine Ministererlaubnis für den Zusammenschluss der Unternehmen Edeka und Kaiser’s Tengelmann zu erteilen. Insbesondere seien die vorgetragenen Gemeinwohlgründe für die Genehmigung des wettbewerbsbeschränkenden Zusammenschlusses als solche nicht anzuerkennen bzw. nicht erwiesen. Als Bundeswirtschaftsminister Sigmar Gabriel dieser Empfehlung nicht folgte, trat Zimmer am 17. März 2016 von seinem Amt als Vorsitzender der Monopolkommission zurück. Sein Nachfolger als Vorsitzender wurde Achim Wambach.

## Romanveröffentlichung
Im Dezember 2019 veröffentlichte Zimmer den Roman Möbius und Die Kunst des Betrügens. Im Zentrum der Geschichte steht ein Universitätsprofessor, dessen Leben aus den Fugen gerät, nachdem er sich auf fragwürdige Geschäfte und eine Affäre mit einer Studentin einlässt. Das Buch ist als kostenlose Online-Publikation erschienen.

## Schriften (Auswahl)
- Gerechtigkeit als Politikziel, in: FAZ Nr. 63, 15. März 2013, S. 12.
- Es geht nicht bloß um Befangenheit. Die entscheidende Frage beim EDEKA-Fall liegt woanders, in: FAZ, 3. August 2016, S. 16.